# Каджо, Али
Али Каджо (англ. Ali Kajo; 1941 или 1942 — 28 декабря 2020, Момбаса) — кенийский футболист, нападающий.

## Биография
Али Каджо родился в 1941 или 1942 году.
Играл в футбол на позиции нападающего. Выступал за «Фейсал» из Момбасы, в составе которого в 1965 году стал чемпионом Кении.
В 1959—1969 годах провёл 32 матча за сборную Кении, забил 26 мячей. Дебютным стал матч 7 октября 1959 года в Дар-эс-Саламе против сборной Занзибара (5:0), в котором Каджо забил четыре гола.
Обладал мощным ударом. Вратарь «Луо Юнион» Джеймс Сианга вспоминал, что из-за этого однажды ушёл с поля вместе с мячом, не желая парировать пенальти, который должен был исполнить Каджо. При этом он не стремился бороться за мяч, предпочитая, чтобы его снабжали передачами товарищи по команде.
В последние годы жил в нищете, не имея средств для того, чтобы отремонтировать свой ветхий дом.
Умер 28 декабря 2020 года в больнице Момбасы. Похоронен на мусульманском кладбище Тангана в районе Ганджони.

## Достижения
«Фейсал»
- Чемпион Кении (1): 1965.

## Семья
Был женат, имел двенадцать детей.